# L'Âge d'or (Derain)
Pour les articles homonymes, voir Âge d'or (homonymie).
L'Âge d'or est un tableau grand format réalisé par le peintre français André Derain vers 1905. Cette huile sur toile est une peinture dans laquelle l'artiste représente des femmes dérobées aux activités diverses. 
Elle est aujourd'hui conservée au musée d'Art contemporain de Téhéran, qui a vu le jour en 1977 pendant le règne du dernier Shah d'Iran, sous l'égide de la Chahbanou, Farah Pahlavi, née Farah Diba.

## Style
L'œuvre est à situer au début de la période fauve du peintre. Dans l'usage de techniques pointilliste et divisionniste, bien qu'en partie seulement, Derain est encore sous l'influence du style néo-impressionniste, bien que la recherche d'un nouveau style influencé par Gauguin se fasse sentir.

## Description
La composition du tableau montre des atmosphères différentes.
En arrière-plan se déroule une scène centrale d'apparence fort joyeuse avec deux femmes qui dansent demi-nues, exaltées. La luminosité de leurs vêtements fluides blancs en plein mouvement attire l'œil du spectateur au-delà d'un avant-plan qui est plongé dans l'ombre. Autour sont présentes des femmes entièrement nues, dont certaines semblent se laver, tandis que d'autres marchent dans les bois ou se reposent dans une clairière, prenant un bain de soleil.
La scène est arcadienne, évoquant une promesse de bonheur éternel et de totale insouciance. C'est l'Âge d'or, un temps mythique où l'humanité vit dans la concorde et l'unité.
À l'avant-plan, la scène est déjà tout autre. L'atmosphère devient plus sombre, de mauvais présage. Une femme semble pétrifiée. Elle lève ses bras comme pour se protéger contre des menaces venant de droite, hors du tableau, invisibles pour le spectateur. Une deuxième femme inquiétée et d'un air déconcerté se rapproche de la femme qui vient de donner l'alerte. Une troisième femme baisse la tête, peut-être déjà vaincue face au danger imminent. 

## Conservation
La collection d'art contemporain comprenant cette œuvre, d'une rare qualité, est assemblée en peu de temps par deux conservateurs américains, David Galloway et Donna Stein, et acquise avec des fonds de la National Iranian Oil Company, à prix intéressants au vu de la crise économique mondiale de l'époque à la suite du premier choc pétrolier,,. Elle est aujourd'hui considérée comme la collection d'art moderne occidental la plus précieuse et la plus vaste en dehors de l'Europe et des États-Unis,.
D'après Donna Stein, le tableau de Derain est la toute première œuvre d'art contemporain occidental acquise pour le nouveau musée par l'équipe de l'impératrice Farah Pahlavi à avoir été prêtée à un musée étranger, en l'occurrence le MoMa de New York, en 1976
Certaines œuvres de la collection sont de temps en temps exposées en public, par exemple lors d'expositions temporaires, mais, vu la nature explicite du tableau, affichant des femmes aux seins nus, le tableau de Derain n'a jamais été montré au public iranien depuis la révolution islamique de 1979,,.

### Lectures complémentaires
- (en) Peter Waldman et Golnar Motevalli, « The Greatest Museum Never Known » [« Le plus fabuleux musée jamais connu »], Bloomberg Businessweek,‎ 23 novembre 2015, p. 50-55.
- (en) Hamid Dabashi, « What is our art doing in their capitals? » [« Que fait notre art dans leurs capitales ? »], Al Jazeera,‎ 29 avril 2021 (lire en ligne).
- (en) Caterina Minthe, « How Her Imperial Majesty Queen Farah Pahlavi Built an Art Empire », Vogue Arabia,‎ 2020 (lire en ligne).

### Film documentaire
- (de) [vidéo][Production de télévision] « Der verborgene Schatz. Die legendäre Kunstsammlung des Iran », 2017, 55 min, Arte